# Antonello Gagini
Antonello Gagini (1478 - 1536) va ser un escultor sicilià, la família del qual anomenada Gangini va arribar a Sicília a mitjan segle xv. Va ser el responsable d'algunes de les escultures sacres més decoratives a l'illa, especialment a la regió de Messina.
Va estudiar amb el seu pare, el també escultor Domenico Gagini. La seva obra és notable pel caràcter descriptiu de les figures religioses, incloent "Anunciació", "Madonna amb el nen", "Madonna de les neus", i la "Aparició de la Creu a Constantí", que poden trobar-se al Palazzo Abatellis a Palerm. També va treballar a la catedral de Palerm.